# سی‌آر اسنو
سی‌آر اسنو (انگلیسی: CR Snow) شرکت نوشیدنی چینی است، که در سال ۱۹۹۳ تأسیس شد.